# Hafen Stockstadt am Rhein

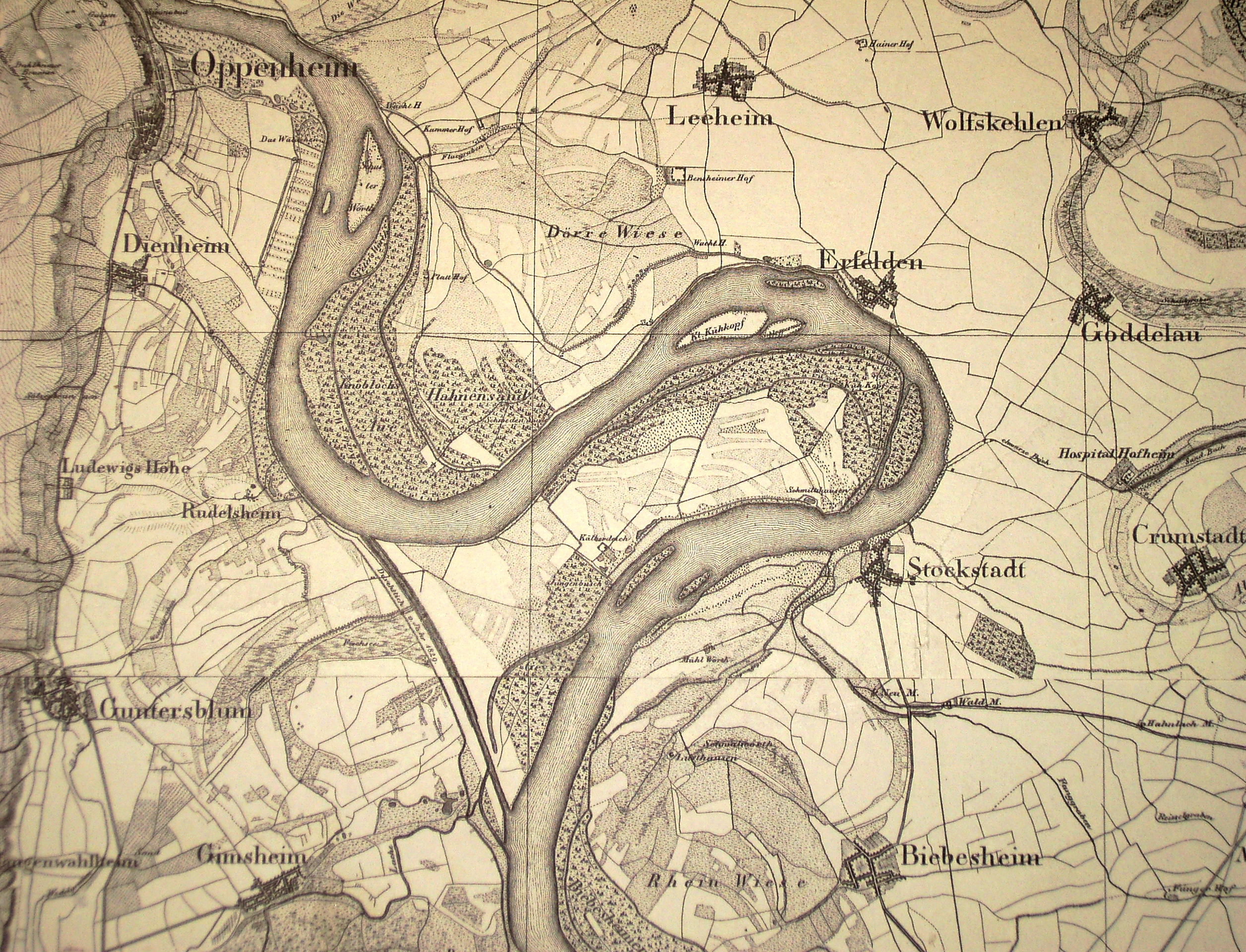
Historische Karte des Rheins bei Stockstadt mit Rheindurchstich von 1829

Der Hafen Stockstadt am Rhein ist ein ehemaliger Hafen am hessischen Altrhein, der Ende des 16. Jahrhunderts ausgebaut wurde und als Hafen der Residenzstadt Darmstadt diente. Nach der Rheinbegradigung von 1828/29 verlor er seine Bedeutung und wurde aufgegeben.

## Geschichte

### Hafen für die Residenzstadt
1579 hatte der Hessische Landgraf Georg I. mit Kurmainz seine Rechte in Astheim und Dutenhofen gegen Stockstadt und Wolfskehlen getauscht, um ein zusammenhängendes Territorium zu bilden. Er erkannte die günstige Lage Stockstadts am Rhein, denn von hier aus führte der kürzeste Landweg vom Rhein zur aufstrebenden Residenzstadt Darmstadt. Er veranlasste den Ausbau des Hafens, der zugleich zum Hafen der Obergrafschaft erklärt wurde. Über Jahrhunderte bildete er den Zugang Darmstadts zu den Wasserstraßen.
Der Hafen lag entlang des heutigen Hochwasserdeiches von Stockstadt am Altrhein und bestand aus drei Einzelhäfen: Im westlichen Bereich lag der eigentliche Hafen mit einem großen Hafenbecken. Dies hatte eine Länge von etwa 250 Metern und eine Breite von etwa 60 Metern. Stromabwärts in östlicher Richtung folgte der Floßhafen und anschließend der Fischereihafen.

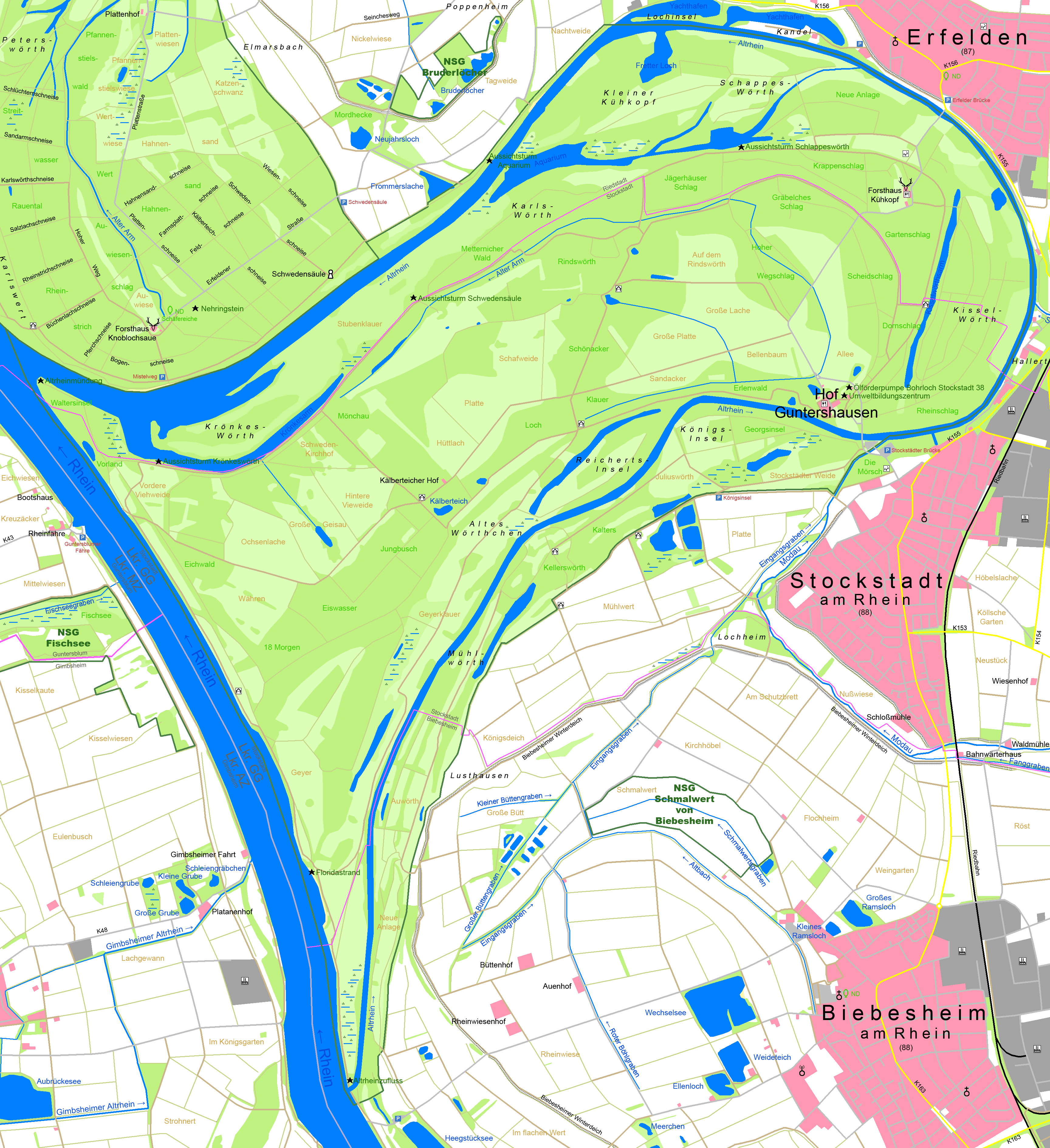
Lage Stockstadts am Altrhein

### Frachthafen
Nach Eingliederung Stockstadts in das Territorium der Landgrafschaft Hessen-Darmstadt entwickelte sich ein reger Handel in der neuen Hafenstadt. Bereits 1581 wurde zur Zwischenlagerung der Waren ein eigenes Lagerhaus errichtet, das im Volksmund aufgrund seiner Größe „der Bau“ genannt wurde. Zu den gehandelten Waren gehörten alle Arten von Baumaterialien von Rheinschiefer, Heidelberger Sandstein und Holz für den Ausbau der aufstrebenden Residenzstadt. Dazu kamen alle Arten von Verbrauchsgütern wie Kohlen, Lebensmittel und Luxuswaren – insbesondere Wein aus dem Elsass. Im Untergeschoss des Stapelhauses wurden Schiefer, Heringe, Farben, Gips, Wein und Kohlen gelagert, im zweiten Geschoss lagerten Früchte. Zudem waren eine Kellerei und ein Salzmagazin angeschlossen.
Herausragende Warenumschläge bildeten 1767 rund 1,2 Millionen Setzlinge Färberkrapp, mit denen in Darmstadt der Einstieg in die Stofffärberei vorgesehen war. Einige Jahre später, wurden 1805 Teile der Sammlung des verstorbenen Baron von Hüpsch nach Darmstadt gegeben. Der Transport der 341 Kisten erfolgte von Köln per Schiff nach Stockstadt und von dort mit Fuhrwerken nach Darmstadt. Diese Sammlung bildete den Grundstock für das Hessische Landesmuseum Darmstadt und die Handschriftenabteilung der Landes- und Hochschulbibliothek Darmstadt.

### Floßhafen und Fischereihafen
Das als Baumaterial benötigte Holz kam in Flößen aus dem Schwarzwald nach Stockstadt. Eigens für dieses Holz war ein Lagerbecken, das sogenannte Karstloch, vorhanden. Zur Ausstattung des Floßhafen zählte ein Kran, dessen Standort jedoch nicht mehr zu bestimmen ist. Ebenso unklar ist, welches der damals üblichen Kranmodelle in Gebrauch war.
Fischerei in Stockstadt wurde erstmals 1460 erwähnt, dürfte aber bereits länger betrieben worden sein. Die Rheinfischerei wurde zu einem wichtigen Wirtschaftszweig, die durch einen in Stockstadt amtierenden „Bachknecht“ überwacht wurde. Mit dem Ausbau des Hafens erhielten auch die Fischer einen eigenen Bereich. Dazu zählte auch der sogenannte Krappen – ein verschließbarer Stichkanal, in dem die Fische nach Schließen leicht eingefangen werden konnten.

### Niedergang
Mit der Rheinbegradigung von 1828/29 zeichnete sich der Niedergang des Stockstädter Hafens ab. Im März 1828 begannen die Arbeiten zum Bau eines Kanals zur Rheinbegradigung, der den Flusslauf verkürzen sollte. Der Kanal wurde im April 1829 geöffnet, mit der die größte hessische Rheininsel, der Kühkopf entstand. Der Durchstich des Kühkopfs beschleunigte die Tiefenerosion des Flussbetts und grub dem alten Flusslauf so im Laufe der Zeit immer mehr das Wasser ab. Damit schnitt er den Hafen langsam von der Rheinschifffahrt ab – der Verkehr im Hafen ging zurück und damit auch der Handel. Auch das Lagerhaus wurde nicht mehr instand gehalten und mehrfach versteigert, bis es 1849 bis auf die Grundmauern niederbrannte. Die Reste wurden als Baumaterial verkauft.

## Heutige Nutzung des Geländes
Nach Aufgabe des Hafens wurde das Hafenbecken zugeschüttet, aber erst in den 1950er Jahren endgültig verfüllt. Heute befindet sich auf dem Gelände ein Spielplatz. Der frühere Floßhafen, das Karsteloch oder im Volksmund „Katzloch“ genannt, war nach dem Zweiten Weltkrieg noch eine Wasserlache und wurde dann ebenfalls aufgefüllt. Auf einem Teil des Karstelochs wurde ein Reitplatz angelegt. Der Altrheinarm bei Stockstadt hat heute noch den Status einer Bundeswasserstraße.